# مايكل شنستون
مايكل شنستون (25 يونيو 1928 - 9 سبتمبر 2019) كان دبلوماسيًا كنديًا.          
عمل في العديد من المناصب الدبلوماسية العليا بما في ذلك سفير كندا في المملكة العربية السعودية؛ سفير كندا في النمسا، ومُمثل كندا في حلف الناتو - وشارك في مفاوضات وارسو بشأن نزع السلاح، وكان المدير العام لوزارة الشؤون الخارجية لشئون أفريقيا والشرق الأوسط.  كما لعب دوراً في إنقاذ ستة دبلوماسيين أمريكيين تمكنوا من التهرب من احتجازهم كرهائن خلال الثورة الإيرانية عام 1979. 

في عام 1981، عندما كان مساعد وكيل وزارة الخارجية للشؤون الخارجية أطلق عليه كالجاري هيرالد مدافعًا عنيفًا عن سياسة الشرق الأوسط الكندية مقتبسًا منه في مؤتمر حول الشرق الأوسط.
 في تموز / يوليو 1986، أثار حضور شنستون في حفل تنصيب كورت فالدهايم كرئيس للنمسا جدلاً. ذكرت افتتاحية في أوتاوا سيتيزن القراء بأن كندا اتبعت النموذج البريطاني للعلاقات الدبلوماسية وبخلاف الولايات المتحدة، فإننا لا نستخدم مثل هذه الأحداث للتعبير عن موافقتنا أو رفضنا من الشخص المعني أو الحكومة المعنية. ″
في 15 نوفمبر 2012، قارن شنستون والدبلوماسي الأمريكي روبرت أندريس تجاربهما مع أحداث «الوثبة الكندية» مع كيفية تصوير تلك الأحداث في الفيلم الروائي الأخير آرغو.
توفي مايكل شنستون في مركز صنيبروك للعلوم الصحية في تورنتو في 9 سبتمبر 2019.